# Archidiocèse de Lilongwe
Pour les articles homonymes, voir Lilongwe.
L'archidiocèse métropolitain de Lilongwe est (avec l'Archidiocèse de Blantyre) un des deux archidiocèses du Malawi. Son siège est à Lilongwe.
Les évêchés suffragants sont Dedza (en), Karonga (en) et Mzuzu (en). 
L'archevêque actuel est George Tambala.

## Histoire
Le 31 juillet 1889 la préfecture apostolique du Nyassa est érigée à partir du vicariat apostolique du Tanganyika (en), elle devient vicariat apostolique du Nyassa le 12 février 1897. 
Le 12 juillet 1951 il est renommé vicariat apostolique de Likuni puis le 20 juin 1958 vicariat apostolique de Lilongwe.
Le 25 avril 1959 est érigé le diocèse de Lilongwe puis le 9 février 2011 il élevé en archidiocèse de Lilongwe.